# Alfonso Novales Cinca
Alfonso Novales Cinca (Saragossa, 26 de gener de 1952) és un matemàtic i economista aragonès, acadèmic de la Reial Acadèmia de Ciències Morals i Polítiques.
El 1975 es va llicenciar en Ciències Matemàtiques per la Universitat de Saragossa, i el 1982 s'hi va doctorar a la Universitat del País Basc. El 1983 es doctorà en economia per la Universitat de Minnesota amb la tesi "Some Stochastic Equilibrium Models of Interest Rates" i fou professor ajudant d'economia a la Universitat Estatal de Nova York fins a 1985. Tornà a Espanya i fou professor, catedràtic des de 1988 de fonaments de l'Anàlisi Econòmica a la Universitat Complutense de Madrid, i director del seu Departament d'Economia Quantitativa.
De 1986 a 1991 va dirigir la Fundació d'Estudis d'Economia Aplicada (FEDEA) i en 1991 fou professor visitant de la Universitat Yale. Des de 2001 és coordinador i membre del Comitè Acadèmic del Programa de Doctorat en Banca i Finances Quantitatives. És autor de nombrosos manuals d'economia i d'articles en revistes especialitzades. En 2008 va ingressar a la Reial Acadèmia de Ciències Morals i Polítiques.

## Obres
- Análisis macroeconómico amb Carlos Sebastián Gascón, Marcial Pons, 1999. ISBN 84-7248-643-5
- Estadística y econometría, McGraw-Hill Interamericana de España, 1996. ISBN 84-481-0798-5
- El paro en España: características, causas y medidas amb Luis Servén Díez i Carlos Sebastián Gascón, Madrid : FEDEA, D.L. 1990. ISBN 84-404-6450-9
- Econometría, McGraw-Hill Interamericana de España, 1988. ISBN 84-7615-215-9
- Economic growth: Theory and numerical solution methods, amb E. Fernández-Casillas i J.Ruiz, Springer-Verlag, Berlín, 2008.
- La Empresa Pública Industrial en España amb CArlos Sebastián, Luis Servén, J.A. Trujillo, Colección Estudios, FEDEA nº 4, Madrid 1987